# Lukas Feurstein
Lukas Feurstein (* 18. Mai 2001 in Feldkirch) ist ein österreichischer Skirennläufer. Er ist auf die Disziplinen Super-G und Riesenslalom spezialisiert.

## Biografie
Lukas Feurstein wuchs in dem Dorf Mellau im Bregenzerwald auf. Von 2017 bis 2022 war Feurstein Mitglied des B-Kaders im Österreichischen Skiverband (ÖSV), wo er von Christian Greber trainiert wurde. Sein erstes FIS-Rennen bestritt Feurstein im November 2017, ein Jahr später gewann er beim Slalom in Hippach sein erstes Rennen. Bei den Juniorenweltmeisterschaften 2019 im italienischen Fassatal beleget Feurstein Platz 16 im Riesenslalom. Bei den Juniorenweltmeisterschaften 2020 belegte er in Norwegen im Super-G den sechsten Rang. Weitere Ergebnisse gab es nicht, da die Wettkämpfe in Folge der Covid-Pandemie abgebrochen wurden.
Im März 2021 wurde der 19-Jährige in Bansko Juniorenweltmeister im Riesenslalom, nachdem er sich schon wenige Tage zuvor im Super-G hinter dem Italiener Giovanni Franzoni die Silbermedaille hatte sichern können. Im Slalom belegte er am 5. März den sechsten Rang. Bei seinem ersten Weltcup-Start belegte er im Riesentorlauf am 20. März in Lenzerheide den 19. Rang.
Zu Beginn der Europacupsaison 2021/2022 erreichte Feurstein bei den ersten drei Rennen in Zinal mit den Plätzen 2, 3 und 6 seine besten Ergebnisse im Europacup. Im vierten Rennen stürzte er jedoch und zog sich eine Schienbeinkopfprellung an beiden Knien zu und fiel für mehrere Wochen aus. Bereits im Januar konnte Feurstein wieder an Europacuprennen teilnehmen und erreichte mit den Plätzen 7 in Saalbach-Hinterglemm und 8 auf der Reiteralm weitere Topplatzierungen. Am 23. Februar wurde bekanntgegeben, dass Feurstein gemeinsam mit Magdalena Egger Teil der österreichischen Mannschaft für die Alpinen Ski-Juniorenweltmeisterschaften 2022 in British Columbia sein werde. Den Erfolg der vorangegangenen Juniorenweltmeisterschaften konnte Feurstein nicht wiederholen, seine beste Platzierung war Rang 6 im Riesenslalom. Feurstein belegte zu Ende der Saison 2021/22 Rang drei in der Super-G Wertung des Europacups, hinter dem Italiener Giovanni Franzoni und Christoph Krenn, damit erhält er einen Startplatz im Super-G für die Weltcupsaison 2022/23 außerhalb des Nationenkontingents.
Zu Beginn der Saison 2022/23 wurde Feurstein in den A-Kader des ÖSV aufgenommen.
Am 28. Januar 2023 erreichte Feurstein mit Platz 6 beim Super-G in Cortina d’Ampezzo seine erste Top-Ten-Platzierung im Weltcup. Tags darauf stürzte er jedoch schwer und zog sich einen Innenbandriss zu, wodurch er für den Rest der Saison ausfiel.
Am 4. September 2024 gewann Feurstein seine ersten Rennen bei einer kontinentalen Rennserie, als er die beiden Abfahrten von La Parva im Rahmen des South American Cups für sich entscheiden konnte. Die erste Weltcup-Podestplatzierung gelang ihm drei Monate später am 7. Dezember 2024 mit Platz drei im Super-G von Beaver Creek. Nur wenige Wochen später zog sich Feurstein eine Fraktur des Mittelhandknochen zu.
Am 23. März 2025 feierte er im Super-G von Sun Valley seinen ersten Weltcupsieg. Damit sorgte Feurstein zugleich auch für den ersten österreichischen Weltcupsieg der Herren in der Saison 2024/25.

## Persönliches
Sein Cousin Patrick Feurstein ist ebenfalls Skirennläufer.

## Erfolge

### Weltmeisterschaften
- Saalbach-Hinterglemm 2025: 11. Super-G

### Weltcup
- 2 Podestplätze, davon 1 Sieg:

| Nr. | Datum         | Ort        | Land | Disziplin |
| --- | ------------- | ---------- | ---- | --------- |
| 1.  | 23. März 2025 | Sun Valley | USA  | Super-G   |

### Weltcupwertungen
| Saison  | Gesamt | Gesamt | Super-G | Super-G | Riesenslalom | Riesenslalom |
| Saison  | Platz  | Punkte | Platz   | Punkte  | Platz        | Punkte       |
| ------- | ------ | ------ | ------- | ------- | ------------ | ------------ |
| 2022/23 | 100.   | 44     | 32.     | 44      | –            | –            |
| 2023/24 | 70.    | 93     | 25.     | 48      | 32.          | 45           |
| 2024/25 | 34.    | 268    | 9.      | 236     | 35.          | 32           |

### Europacup
- Saison 2021/22: 8. Gesamtwertung, 3. Super-G-Wertung
- 8 Platzierungen in den besten zehn, davon 3 Podestplätze

### Juniorenweltmeisterschaften
- Fassatal 2019: 16. Riesenslalom
- Narvik 2020: 6. Super-G
- Bansko 2021: 1. Riesenslalom, 2. Super-G, 6. Slalom
- Panorama 2022: 6. Riesenslalom, 11. Abfahrt, 19. Super-G, DNF Kombination

### South American Cup
- Saison 2024: 3. Abfahrtswertung
- 2 Siege

| Datum             | Ort      | Land  | Disziplin |
| ----------------- | -------- | ----- | --------- |
| 4. September 2024 | La Parva | Chile | Abfahrt   |
| 4. September 2024 | La Parva | Chile | Abfahrt   |

### Sonstige Erfolge
- 4 Siege bei FIS-Rennen

## Karriere als Fußballspieler
Feuerstein begann beim FC Mellau mit dem Fußballspielen, in dessen Jugend er bis 2015 aktiv war. 2016 lief er in der Jugend des FC Au auf. Nach einigen Jahren Pause schloss er sich im Mai 2023 dem viertklassigen FC Bizau an, mit dem er am Ende der Saison 2022/23 aus der Vorarlbergliga abstieg. In den Saisonen 2022/23 und 2023/24 kam er jeweils zu einem Einsatz für Bizau.